# Wimbledon-mesterskabet i damedouble 2024
Wimbledon-mesterskabet i damedouble 2024 var den 101. turnering om Wimbledon-mesterskabet i damedouble. Turneringen var en del af Wimbledon-mesterskaberne 2024, og kampene med deltagelse af 64 par blev spillet i perioden 3. - 13. juli 2024 i All England Lawn Tennis and Croquet Club i London, Storbritannien. Finalen skulle efter det oprindelige program have været spillet søndag den 14. juli, men på grund af vedvarende regnvejr, der forårsagede forsinkelser i mixed double-turneringen, blev finaleprogrammet revideret, således at mixed double-finalen flyttedes fra den 11. juli til den 14. juli, og i stedet blev damedoublefinalen flyttet en dag frem til lørdag den 13. juli.
Mesterskabet blev vundet af Kateřina Siniaková og Taylor Townsend, som i finalen besejrede Gabriela Dabrowski og Erin Routliffe med 7-6(5), 7-6(1) efter 2 timer og 4 minutters spil under lukket skydetag på Centre Court, hvor de bl.a. afværgede to sætbolde i første sæt. Det fjerdeseedede tjekkisk-amerikanske par opnåede dermed deres første turneringssejr i deres blot tredje turnering som makkere. Triumfen var Siniakovás tredje Wimbledon-mesterskab i damedouble og hendes niende grand slam-titel i alt, og det var hendes anden grand slam-titel i træk, idet hun også havde vundet det foregående mesterskab, Roland-Garros 2024, sammen med Coco Gauff. Til gengæld var det første gang, at Townsend vandt en grand slam-titel, efter at hun tidligere havde været i finalen ved både US Open i 2022 og Roland-Garros i 2023.
Gabriela Dabrowski og Erin Routliffe var i deres anden grand slam-finale i damedouble som makkere, idet de tidligere havde vundet US Open 2023. Finalepladsen var imidlertid nok til, at Routliffe efter mesterskabet overtog førstepladsen på WTA's verdensrangliste i double for første gang i sin karriere, og det var første gang nogensinde, at en newzealænder besatte førstepladsen på WTA eller ATP's verdensrangliste i single eller double.
De forsvarende mestre var Hsieh Su-Wei og Barbora Strýcová, men Strýcová havde i mellemtiden indstillet sin karrieren efter US Open 2023. I stedet stillede Hsieh op med Elise Mertens som makker, og parret tabte i semifinalen til de senere mestre, Siniaková og Townsend, hvilket satte en stopper for Hsieh Su-Wei stime på 22 vundne damedoublekampe i Wimbledon, hvor hun havde vundet mesterskabet de foregående tre gange, hun havde deltaget: 2019, 2021 og 2023 (mesterskabet blev aflyst i 2020, og hun var skadet i 2022).
Siden Ruslands invasion af Ukraine i begyndelsen af 2022 havde tennissportens styrende organer, WTA, ATP, ITF og de fire grand slam-turneringer, tilladt, at spillere fra Rusland og Hviderusland fortsat kunne deltage i grand slam-turneringer samt turneringer på ATP Tour og WTA Tour, men de kunne ikke stille op under landenes navne eller flag, og spillerne fra de to lande deltog derfor i turneringen under neutralt flag.

## Pengepræmier og ranglistepoint
Den samlede præmiesum til spillerne i damedouble androg £ 2.890.000 (ekskl. per diem), hvilket var en stigning på 11,9 % i forhold til året før.
| Resultat               | Pengepræmier | Pengepræmier | Ændring ift. 2023 | WTA-point |
| Resultat               | Pr. par      | Total        | Ændring ift. 2023 | WTA-point |
| ---------------------- | ------------ | ------------ | ----------------- | --------- |
| Vindere (1)            | £ 650.000    | £ 650.000    | +8,3 %            | 2.000     |
| Finalister (1)         | £ 330.000    | £ 330.000    | +10,0 %           | 1.300     |
| Semifinalister (2)     | £ 167.000    | £ 334.000    | +11,3 %           | 780       |
| Kvartfinalister (4)    | £ 84.000     | £ 336.000    | +12,0 %           | 430       |
| Tabere i 3. runde (8)  | £ 42.000     | £ 336.000    | +15,9 %           | 240       |
| Tabere i 2. runde (16) | £ 25.000     | £ 400.000    | +13,6 %           | 130       |
| Tabere i 1. runde (32) | £ 15.750     | £ 504.000    | +14,5 %           | 10        |
| Samlet præmiesum       | -            | £ 2.890.000  | +11,9 %           | -         |

## Turnering

### Deltagere
Turneringen havde deltagelse af 64 par, der var fordelt på:
- 58 direkte kvalificerede par i form af deres ranglisteplacering i double.
- 6 par, der har modtaget et wildcard (markeret med WC).

#### Seedede spillere
De 16 bedst placerede af deltagerne på WTA's verdensrangliste pr. 24. juni 2024 blev seedet:
| Seedning | Rang. | Spillere                             | Resultat        |
| -------- | ----- | ------------------------------------ | --------------- |
| 1        | 3     | Hsieh Su-Wei Elise Mertens           | Semifinalister  |
| 2        | 7     | Gabriela Dabrowski Erin Routliffe    | Finalister      |
| 3        | 18    | Nicole Melichar-Martinez Ellen Perez | Anden runde     |
| 4        | 28    | Kateřina Siniaková Taylor Townsend   | Mestre          |
| 5        | 29    | Sara Errani Jasmine Paolini          | Tredje runde    |
| 6        | 29    | Demi Schuurs Luisa Stefani           | Første runde    |
| 7        | 30    | Caroline Dolehide Desirae Krawczyk   | Semifinalister  |
| 8        | 32    | Barbora Krejčíková Laura Siegemund   | Kvartfinalister |
| 9        | 37    | Ljudmyla Kitjenok Jeļena Ostapenko   | Kvartfinalister |
| 10       | 43    | Marie Bouzková Sara Sorribes Tormo   | Anden runde     |
| 11       | 55    | Coco Gauff Jessica Pegula            | Kvartfinalister |
| 12       | 62    | Chan Hao-Ching Veronika Kudermetova  | Tredje runde    |
| 13       | 66    | Giuliana Olmos Aleksandra Panova     | Første runde    |
| 14       | 67    | Sofia Kenin Bethanie Mattek-Sands    | Tredje runde    |
| 15       | 67    | Asia Muhammad Aldila Sutjiadi        | Tredje runde    |
| 16       | 73    | Ulrikke Eikeri Ingrid Neel           | Anden runde     |

#### Wildcards
Seks par modtog et wildcard til turneringen. Arrangørerne havde op til syv wildcards til rådighed men valgte ikke at benytte sig af det sidste, og derfor blev der en ekstra ledig plads i turneringen til et par kvalificeret på grundlag af deres ranglisteplacering.
| Spillere                            | Resultat     |
| ----------------------------------- | ------------ |
| Emily Appleton Yuriko Lily Miyazaki | Anden runde  |
| Naiktha Bains Amelia Rajecki        | Første runde |
| Alicia Barnett Freya Christie       | Første runde |
| Harriet Dart Maia Lumsden           | Første runde |
| Sara Beth Grey Tara Moore           | Første runde |
| Samantha Murray Sharan Eden Silva   | Første runde |

### Resultater

#### Kvartfinaler, semifinaler og finale
| Hsieh Su-Wei  |
| Elise Mertens |

| Coco Gauff     |
| Jessica Pegula |

| Hsieh Su-Wei  |
| Elise Mertens |

| Kateřina Siniaková |
| Taylor Townsend    |

| Kateřina Siniaková |
| Taylor Townsend    |

| Ljudmyla Kitjenok |
| Jeļena Ostapenko  |

| Kateřina Siniaková |
| Taylor Townsend    |

| Caroline Dolehide |
| Desirae Krawczyk  |

| Gabriela Dabrowski |
| Erin Routliffe     |

| Tímea Babos     |
| Nadija Kitjenok |

| Caroline Dolehide |
| Desirae Krawczyk  |

| Barbora Krejčíková |
| Laura Siegemund    |

| Gabriela Dabrowski |
| Erin Routliffe     |

| Gabriela Dabrowski |
| Erin Routliffe     |

#### Første, anden og tredje runde
| Hsieh Su-Wei  |
| Elise Mertens |

| Alicia Barnett |
| Freya Christie |

| Hsieh Su-Wei  |
| Elise Mertens |

| Wang Xiyu |
| Zhu Lin   |

| Emily Appleton       |
| Yuriko Lily Miyazaki |

| Emily Appleton       |
| Yuriko Lily Miyazaki |

| Hsieh Su-Wei  |
| Elise Mertens |

| Miyu Kato   |
| Zhang Shuai |

| Sofia Kenin           |
| Bethanie Mattek-Sands |

| Angelica Moratelli |
| Nadia Podoroska    |

| Miyu Kato   |
| Zhang Shuai |

| Greet Minnen   |
| Heather Watson |

| Sofia Kenin           |
| Bethanie Mattek-Sands |

| Sofia Kenin           |
| Bethanie Mattek-Sands |

| Coco Gauff     |
| Jessica Pegula |

| Anhelina Kalinina |
| Dajana Jastremska |

| Coco Gauff     |
| Jessica Pegula |

| Magdalena Fręch |
| Katarzyna Kawa  |

| Anna Danilina |
| Xu Yifan      |

| Anna Danilina |
| Xu Yifan      |

| Coco Gauff     |
| Jessica Pegula |

| Miriam Kolodziejová |
| Anna Sisková        |

| Sara Errani     |
| Jasmine Paolini |

| Lauren Davis         |
| Kimberley Zimmermann |

| Miriam Kolodziejová |
| Anna Sisková        |

| Harriet Dart |
| Maia Lumsden |

| Sara Errani     |
| Jasmine Paolini |

| Sara Errani     |
| Jasmine Paolini |

| Kateřina Siniaková |
| Taylor Townsend    |

| Rebeka Masarova |
| Linda Nosková   |

| Kateřina Siniaková |
| Taylor Townsend    |

| Katarzyna Piter  |
| Viktorija Tomova |

| Olivia Gadecki   |
| Elixane Lechemia |

| Olivia Gadecki   |
| Elixane Lechemia |

| Kateřina Siniaková |
| Taylor Townsend    |

| Guo Hanyu   |
| Jiang Xinyu |

| Leylah Fernandez |
| Ena Shibahara    |

| Leylah Fernandez |
| Ena Shibahara    |

| Leylah Fernandez |
| Ena Shibahara    |

| Camilla Rosatello  |
| Ljudmila Samsonova |

| Ulrikke Eikeri |
| Ingrid Neel    |

| Ulrikke Eikeri |
| Ingrid Neel    |

| Ljudmyla Kitjenok |
| Jeļena Ostapenko  |

| Daria Saville |
| Yuan Yue      |

| Ljudmyla Kitjenok |
| Jeļena Ostapenko  |

| Anna Blinkova |
| Mayar Sherif  |

| Anna Blinkova |
| Mayar Sherif  |

| Eri Hozumi      |
| Moyuka Uchijima |

| Ljudmyla Kitjenok |
| Jeļena Ostapenko  |

| Magda Linette  |
| Peyton Stearns |

| Tereza Mihalíková |
| Olivia Nicholls   |

| Ana Bogdan         |
| Jaqueline Cristian |

| Magda Linette  |
| Peyton Stearns |

| Tereza Mihalíková |
| Olivia Nicholls   |

| Tereza Mihalíková |
| Olivia Nicholls   |

| Demi Schuurs  |
| Luisa Stefani |

| Caroline Dolehide |
| Desirae Krawczyk  |

| Shuko Aoyama      |
| Aleksandra Krunić |

| Caroline Dolehide |
| Desirae Krawczyk  |

| Emma Navarro |
| Diane Parry  |

| Emma Navarro |
| Diane Parry  |

| Lucia Bronzetti  |
| Varvara Gracheva |

| Caroline Dolehide |
| Desirae Krawczyk  |

| Wang Xinyu   |
| Zheng Saisai |

| Caroline Garcia     |
| Kristina Mladenovic |

| Caroline Garcia     |
| Kristina Mladenovic |

| Caroline Garcia     |
| Kristina Mladenovic |

| Elina Avanesjan     |
| Oksana Kalasjnikova |

| Marie Bouzková      |
| Sara Sorribes Tormo |

| Marie Bouzková      |
| Sara Sorribes Tormo |

| Asia Muhammad   |
| Aldila Sutjiadi |

| Irina-Camelia Begu |
| Martina Trevisan   |

| Asia Muhammad   |
| Aldila Sutjiadi |

| Diana Sjnajder |
| Jelena Vesnina |

| Diana Sjnajder |
| Jelena Vesnina |

| Julija Putintseva |
| Clara Tauson      |

| Asia Muhammad   |
| Aldila Sutjiadi |

| Naiktha Bains  |
| Amelia Rajecki |

| Tímea Babos     |
| Nadija Kitjenok |

| Tímea Babos     |
| Nadija Kitjenok |

| Tímea Babos     |
| Nadija Kitjenok |

| Sara Beth Grey |
| Tara Moore     |

| Nicole Melichar-Martinez |
| Ellen Perez              |

| Nicole Melichar-Martinez |
| Ellen Perez              |

| Barbora Krejčíková |
| Laura Siegemund    |

| Samantha Murray Sharan |
| Eden Silva             |

| Barbora Krejčíková |
| Laura Siegemund    |

| Hailey Baptiste |
| Alycia Parks    |

| Hailey Baptiste |
| Alycia Parks    |

| Makoto Ninomiya |
| Wu Fang-Hsien   |

| Barbora Krejčíková |
| Laura Siegemund    |

| Cristina Bucșa |
| Nao Hibino     |

| Chan Hao-Ching       |
| Veronika Kudermetova |

| Tatjana Maria |
| Arantxa Rus   |

| Cristina Bucșa |
| Nao Hibino     |

| Ashlyn Krueger  |
| Sloane Stephens |

| Chan Hao-Ching       |
| Veronika Kudermetova |

| Chan Hao-Ching       |
| Veronika Kudermetova |

| Giuliana Olmos    |
| Aleksandra Panova |

| Marta Kostjuk       |
| Elena-Gabriela Ruse |

| Marta Kostjuk       |
| Elena-Gabriela Ruse |

| Jana Sizikova |
| Wang Yafan    |

| Jana Sizikova |
| Wang Yafan    |

| Tamara Korpatsch |
| Bibiane Schoofs  |

| Marta Kostjuk       |
| Elena-Gabriela Ruse |

| Beatriz Haddad Maia    |
| Ingrid Gamarra Martins |

| Gabriela Dabrowski |
| Erin Routliffe     |

| Irina Khromatjeva |
| Kamilla Rakhimova |

| Irina Khromatjeva |
| Kamilla Rakhimova |

| Mirra Andrejeva     |
| Anastasija Potapova |

| Gabriela Dabrowski |
| Erin Routliffe     |

| Gabriela Dabrowski |
| Erin Routliffe     |